# Gastralium
 (octobre 2010).
Si vous disposez d'ouvrages ou d'articles de référence ou si vous connaissez des sites web de qualité traitant du thème abordé ici, merci de compléter l'article en donnant les références utiles à sa vérifiabilité et en les liant à la section « Notes et références ».

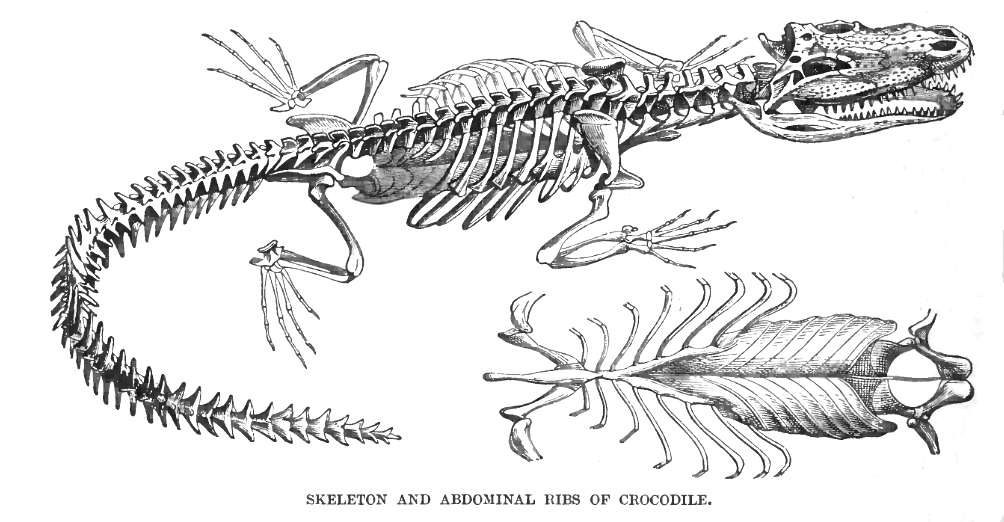
Gastralia de Crocodile.

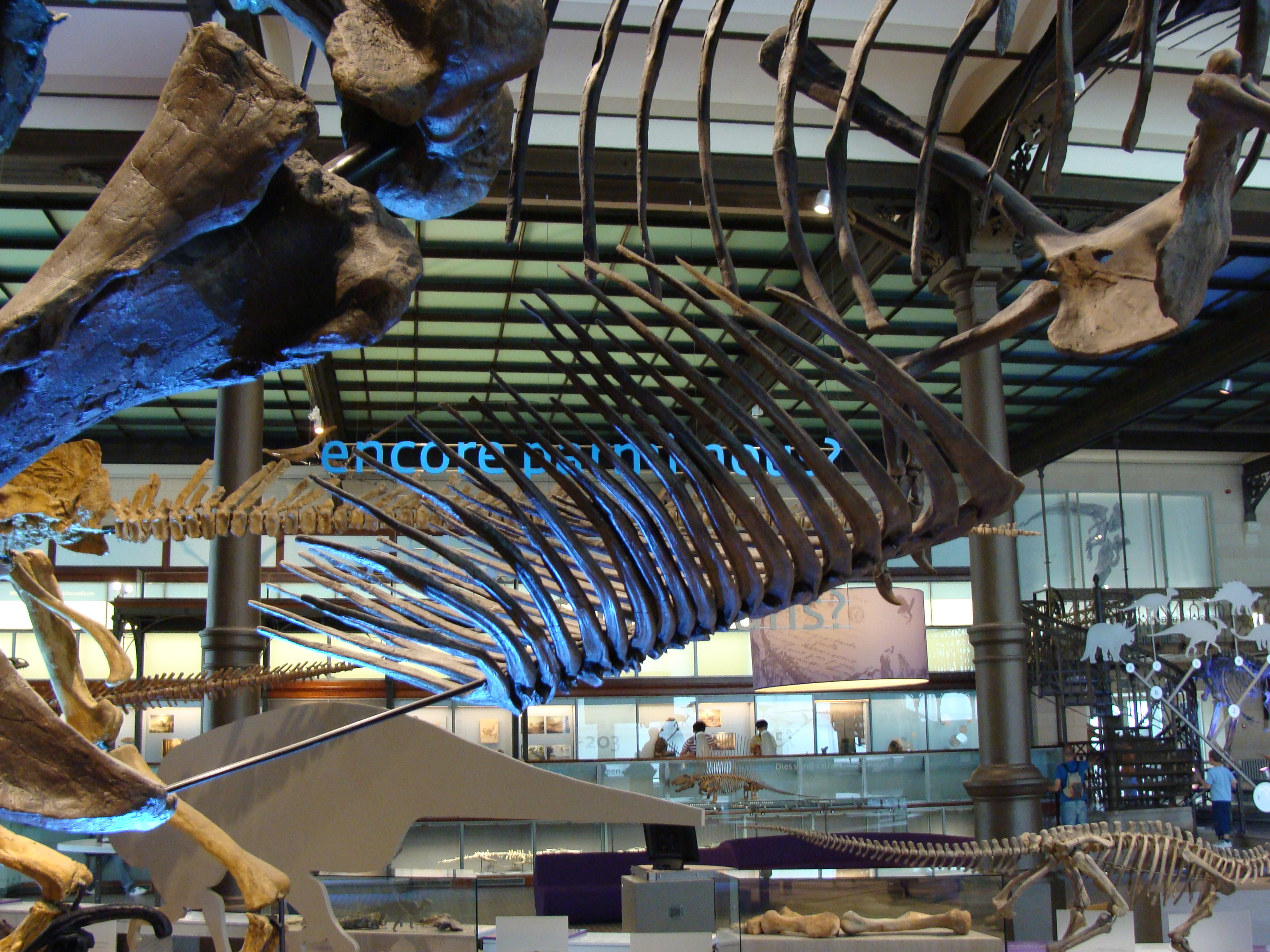
Gastralia de Tyrannosaurus.

Les gastralia (singulier gastralium) sont des plaques osseuses dermiques des reptiles comme les crocodiliens, les Sphenodons, les squamates, les dinosaures et d'une certaine manière, les tortues. On trouve ces plastrons ventraux chez l'archéoptéryx, mais pas chez les oiseaux actuels.
Ces plaques de protection soutiennent les viscères et sont un pendant à la cage thoracique. Elles jouent donc un rôle dans la respiration. Elles peuvent également protéger les viscères des animaux qui en sont pourvus s'ils marchent en rampant sur le sol.

## Histoire évolutive
On retrouve ces plaques chez les premiers tétrapodes. Chez les tortues, les plaques dermiques ont évolué vers la carapace. Les synapsides, dont les mammifères, ont perdu les gastralia mais acquis le diaphragme, un muscle permettant une respiration active. Présentes chez les théropodes et quelques sauropodes, elles ont disparu chez les descendants des premiers, c'est-à-dire les oiseaux.